# Talara dilutior
Talara dilutior är en fjärilsart som beskrevs av Rothschild 1913. Talara dilutior ingår i släktet Talara och familjen björnspinnare. Inga underarter finns listade i Catalogue of Life.